# 富山考古学会
富山考古学会（とやまこうこがっかい、英語: Archaeological Society Of Toyama）は、日本の学術研究団体の一つ。

## 概要
1949年5月20日設立。学術研究団体としての種別は単独学会。
富山県を中心とする地域の考古学の研究と普及および文化財保護活動を行うことを目的としている。

## 沿革
- 1949年 - 富山考古学会設立。

## 刊行物

### 大境
- 誌名（和文）：大境
- 誌名（欧文）：oozakai
- 創刊年：1949
- 資料種別：ジャーナル（査読付き論文を含む）
- 使用言語：日本語のみ
- 発行形態：印刷体
- 著作権帰属先：学会
- クリエイティブコモンズ：定めていない
- 購読：有料

### 連絡紙
- 誌名（和文）：連絡紙
- 誌名（欧文）：Communication Paper
- 創刊年：1949
- 資料種別：-
- 使用言語：日本語のみ
- 発行形態：印刷体、その他電子体
- 著作権帰属先：学会
- クリエイティブコモンズ：定めていない
- 購読：無料